# Hasan Muhammad as-Sajjid
Hasan Muhammad asz-Szahhat Muhammad as-Sajjid, Hassan Mohamed Elshahat Moahmed El-Sayed (arab. حسن محمد الشحات محمد السيد; ur. 3 lipca 2002) – egipski zapaśnik walczący w stylu wolnym. Złoty medalista mistrzostw Afryki w 2025 i brązowy w 2024 roku.